# (4708) Polydore
(4708) Polydore, désignation internationale (4708) Polydoros, est un astéroïde troyen jovien.

## Description
(4708) Polydore est un astéroïde troyen jovien, camp troyen, c'est-à-dire situé au point de Lagrange L5 du système Soleil-Jupiter. Il présente une orbite caractérisée par un demi-grand axe de 5,262 UA, une excentricité de 0,060 et une inclinaison de 7,0° par rapport à l'écliptique.
Il est nommé en référence au personnage de la mythologie grecque Polydore, fils de Priam, acteur du conflit légendaire de la guerre de Troie.

## Compléments